# Сторрс, Люсиус Сеймур
Люсиус Сеймур Сторрс (англ. Lucius Seymour Storrs; 4 января 1869,
Буффало, Нью-Йорк, США — 4 июля 1945, Нортгемптон, Массачусетс, США) — американский геолог, железнодорожник, финансист, управляющий. Возглавлял несколько железнодорожных компаний, таких как «Коннектикут кампани» (англ. Connecticut Company), Ассоциация американских электрифицированных железных дорог (англ. American Electric Railway Association), Ассоциация железных дорог Лос-Анджелеса (англ. Los Angeles Railway Association) и прочие.

## Образование
Сторрс окончил Университет Небраски в 1890 году со степенью бакалавра наук, в 1904 году — со степенью магистра искусств, а в 1927 году получил докторскую степень в области инженерии.

## Карьера
В период с 1890 по 1894 год Сторрс работал помощником геолога в компании Colorado Fuel and Iron Company, а также геологом в Northern Pacific Railway. С 1896 по 1906 год он работал в Геологической службе США. Сторрс исследовал несколько округов в Монтане, включая Карбон, Галлатин и Мадисон.
С 1912 по 1914 год он был вице-президентом New York, New Haven and Hartford Railroad, также он был вице-президентом Berkshire Street Railway Company.
В 1914 году он стал президентом «Коннектикут кампани» (англ. Connecticut Company), а затем — президентом New England Investment and Security Company. Также Сторрс занимал пост директора Union Trust Company, расположенной в Спрингфилде, штат Массачусетс.
Он состоял в нескольких ассоциациях, в том числе: Американской ассоциации содействия развитию науки и Американском институте горных инженеров (англ. American Institute of Mining, Metallurgical, and Petroleum Engineers).

## Поздняя жизнь
Выйдя на пенсию, Сторрс стал председателем комитета по национальной обороне Американской ассоциации электрических железных дорог (англ. American Electric Railway Association).
Он был прихожанином Конгрегациональной церкви. Умер в 1945 году в Нортгемптоне.

## Наследие
В 1984 году Маргарет Сторрс Гриерсон передала документы своего отца, относящиеся к его работе в Миннесоте, Монтане, Северной Дакоте и Вашингтоне, в специальный фонд Меррилла Г. Берлингейма в Университете Монтаны (англ. University of Montana). Остальные его бумаги были переданы в Университет Небраски. Его награды и семейные документы хранятся в фондах Колледжа Смита, в том числе:
- Медаль, Сыны Американской революции (англ. Sons of the American Revolution[англ.])
- Нагрудный знак, Американская ассоциация электрических железных дорог, 1917
- Сертификат, Совет по национальной обороне (англ. Council of National Defense[англ.]), 1919
- Сертификат, Общество колониальных войн (англ. Society of Colonial Wars[англ.]) в Коннектикуте, 1922
- Нагрудный знак и лента, Делегация Коннектикута на съезде республиканской партии, 1924